# Boxford, Berkshire
Boxford är en by och en civil parish i West Berkshire i Storbritannien. Den ligger i grevskapet Berkshire och riksdelen England, i den södra delen av landet, 90 km väster om huvudstaden London. Orten har 463 invånare (2011). Byn nämndes i Domedagsboken (Domesday Book) år 1086, och kallades då Bochesorne.
Kustklimat råder i trakten. Årsmedeltemperaturen i trakten är 9 °C. Den varmaste månaden är augusti, då medeltemperaturen är 17 °C, och den kallaste är december, med 0 °C.